# David Maxwell Barchard
David Maxwell Barchard, britanski general, * 1891, † 1954.